# Grafenberg (Greding)
Grafenberg ist ein Gemeindeteil Stadt Greding und eine Gemarkung im Landkreis Roth (Mittelfranken, Bayern). Die Gemarkung Grafenberg hat eine Fläche von 4,720 km² und ist in 339 Flurstücke aufgeteilt, die eine durchschnittliche Flurstücksfläche von 13922,57 m² haben.

## Lage
Das Kirchdorf liegt auf der Jurahochfläche zwischen dem Heimbachtal und dem Morsbachtal. Die Staatsstraße 2336 führt nach Kraftsbuch bzw. nach Emsing. Die Kreisstraße RH 36/EI 47 führt nach Morsbach. Eine Gemeindeverbindungsstraße führt nach Euerwang.

## Geschichte
Die Luftbildarchäologie hat vermutlich vorgeschichtliche Grabhügel bei Grafenberg entdeckt. Der Ortsname wird unter anderem gedeutet als „zum Berg/zur Bergsiedlung des Gravo gehörend.“ Für 1194 sind Besitzungen des Eichstätter Schottenklosters in Grafenberg nachgewiesen, 1280 erwarb das Kloster Prüfening einen Hof und blieb bis 1394 in dessen Besitz. Bis 1305 gehörte „Grevenperch“ größtenteils den Grafen von Hirschberg und kam infolge des Aussterbens dieses Geschlechts an den Fürstbischof von Eichstätt. Die Fürstbischöfe waren immer um Abrundung ihres Besitzes und ihrer Rechte bemüht, so hat Friedrich IV. von Oettingen 1398 aus der Erbmasse Hilpolts vom Stein die Zinsen und Gülten samt dem Gericht von Grafenberg erworben. 1350 hatte das Augustinerchorherrenstift Rebdorf, 1432 das Kloster Metten, 1468 das Eichstätter Benediktinerinnenkloster St. Walburg einen Hof in Grafenberg. 1447 findet man den Ort in einem Salbuch des hochstiftischen Amtes Brunneck und in einem Zinsbuch des Oberamtes Hirschberg, 1518 aber in einem Zinsbuch des hochstiftischen Richteramtes Greding verzeichnet; die Grenze zwischen den Ämtern Brunneck und Greding war demnach wenig gefestigt (der Eintrag für Hirschberg ist erst nachträglich in das Zinsbuch gekommen). Später fiel Grafenberg an das 1554 neu geschaffene fürstbischöfliche Amt Titting-Raitenbuch, wo es bis zum Ende des Alten Reiches 1802 verblieb. Unklar ist warum Pius VI., Papst von 1775 bis 1799, einen Ablassbrief für eine „Maria Hilf“-Kirche in Grafenberg ausstellte.
Ein Teil der Grafenberger Gemeindeflur zwischen Grafenberg und Emsing trägt den Namen „Erzgrube“; das Sammeln von Eisenerzklumpen auf der Jurafläche oder der grubenähnliche Abbau bei stärkerem Vorkommen ist belegt. Bekannt ist die Erzgrube vom nahen Niefang und die Erzwäsche von Titting, wo Erdreste von den Klumpen entfernt wurden. Bis ins 19. Jahrhundert hinein wurde das Erz mit Ochsenkarren nach Obereichstätt im Altmühltal gebracht, wo es in einem Eisenverhüttungswerk verarbeitet wurde. Der Erzreichtum könnte auch der Grund dafür sein, dass die Jurahochfläche rund um Grafenberg schon in prähistorischer Zeit verhältnismäßig dicht besiedelt war.
Die Karstlandschaft ist wasserarm; noch vor einer Generation erzählten die Grafenberger, dass sie das Recht hatten, ihre Tiere bis Gungolding im Altmühltal zum Tränken zu bringen.
Am 1. Januar 1972 wurde Grafenberg im Zuge der Gemeindegebietsreform in die Stadt Greding eingegliedert.

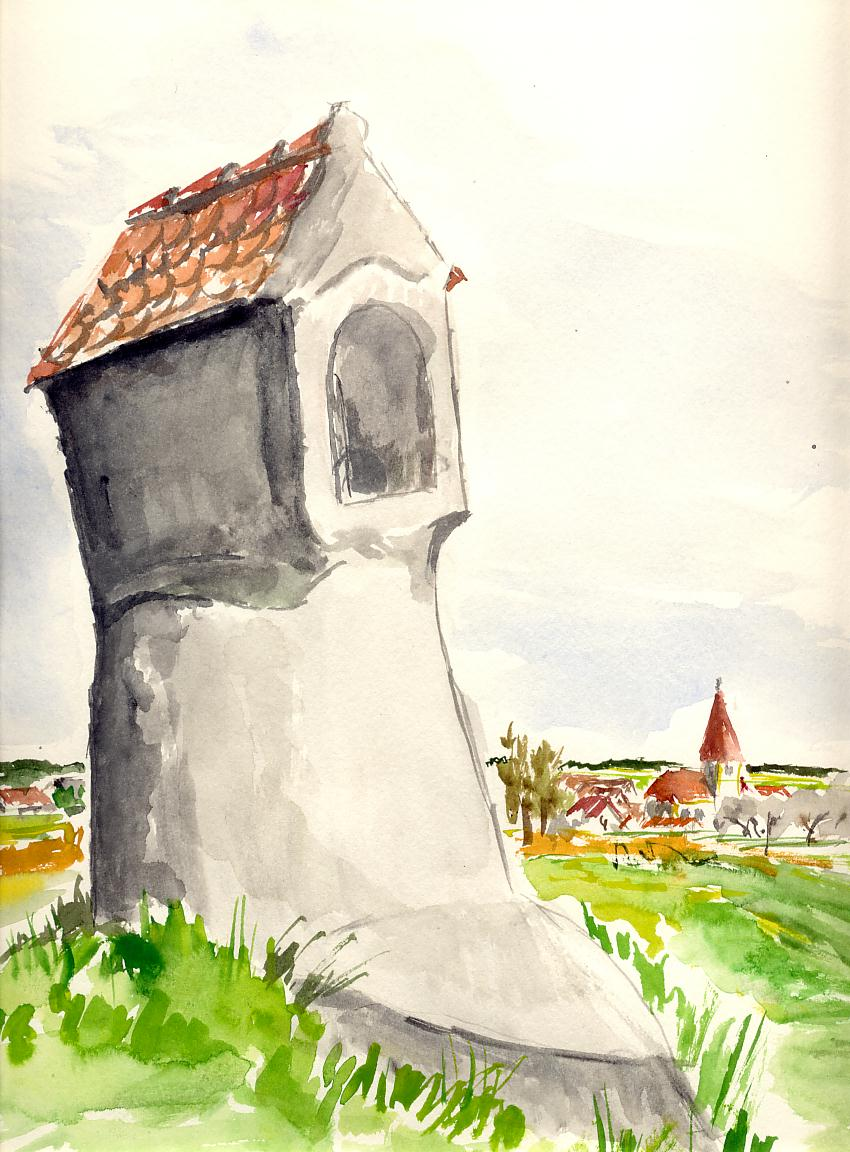
Die Martersäule bei Grafenberg. Aquarell von Siegfried Schieweck-Mauk, Eichstätt (Werk-Verz. Nr. 642)

### Einwohnerentwicklung von Grafenberg
- 1910: 180 Einwohner[6]
- 1933: 193 Einwohner
- 1939: 203 Einwohner[7]
- 1987: 173 Einwohner[8]
- 2016: 138 Einwohner

## Sehenswürdigkeiten
Die katholische Kirche St. Bartholomäus, erbaut 1394, ist eine Filialkirche von Emsing im Anlautertal. Es handelt sich um eine Wehrkirche; die fünf Meter hohe Friedhofsmauer besaß Schießscharten, die heute vermauert sind. Auf der Mauer-Innenseite ist noch ein gemauerter Absatz zu sehen, auf den der Wehrgang aufgesetzt war. 1759 wurde das Langhaus unter dem Eichstätter Domkapitelsbaumeister Giovanni Domenico Barbieri im Barockstil neu erbaut; zu diesem Zeitpunkt war die Kirche „schon lange Zeit sehr ruinös gestanden“ (Dekrete des Geistlichen Rats von 1757/58). Im Kircheninnern findet sich ein viersäuliger Barockhochaltar von 1720, begleitet von spätgotischen Figuren der hl. Magdalena und des hl. Sebastian, außerdem die barocken Figuren der Bistumsheiligen Willibald und Walburga. Seitenaltäre und Kanzel sind Rokokoschöpfungen. Der Turm ist im Untergeschoss mittelalterlich, Obergeschoss und Helm stammen aus dem 17. Jahrhundert. Seit 1969 wird die Filialgemeinde Grafenberg (2003: 144 Katholiken) von der Pfarrei Morsbach personell betreut, gehört aber de iure zur Pfarrei Emsing.
An der Straße nach Emsing, unweit des Sportplatzes der DJK-Grafenberg, steht ein gemauerter Bildstock in Form eines „Heiligenhäuschens“ aus dem 18. Jahrhundert, im Volksmund „Martersäule“ genannt. Er soll an Opfer der Schweden im Dreißigjährigen Krieg erinnern.
An der Straße nach Euerwang gibt es eine Wegkapelle mit Legschieferdach aus dem 19. Jahrhundert und an der Straße nach Kraftsbuch eine barocke Kapelle aus dem frühen 18. Jahrhundert.